# 社會情緒
社会情绪（英語：Social emotions）指那些取決於其他人的思想、感情、行動的情绪 ，並且社會情緒是「個人經驗、預期、預想的前期第一手資料 」，常見的社會情緒包括：尴尬、內疚、羞恥、嫉妒、同情、骄傲等 。相比之下，幸福、悲伤這種個體自身能夠獨自產生而不用其他社會互動參與的基本情緒，就不是社會情緒。 因此，社会情绪的發展與個體的社會認知紧密相關，通常從青春期開始，人類開始有能力設想其他人的精神或心理状态 。過去的研究发现，儿童大概在2至3歲，就可以開始表达像内疚 和悔恨般的情感。而五岁的儿童能夠在當下的情况中預想可能會出現的基本情绪，但描述這種預想的能力在七岁以前可能不會出現。
人們不僅可以與他人分享情感，而且當他們感覺到與他人有社會聯繫感，也可能會經歷到一種與他人類似情感反應的生理喚醒。Cwir、Car、 Walton與Spencer的一个实验室研究表明，當參與者感覺到陌生人的社會聯繫感，其觀察陌生人執行壓力任務的時，會經歷與陌生人相似的情緒狀態和生理反應。
社会情绪有时被称作道德情感，因為其在道德和道义决策上发挥重要的作用。在神經經濟學的研究中，社會情緒對賽局理論和經濟決策的影響作用正開始起步。

## 社会或道德方面
一些社会情绪也被称為道德情緒，因为他們發揮了一些道德的基本作用。比如一个人會因為自己的不当行为而感受到罪惡感與后悔。這些是社會情绪，並且通常是透過伤害另一個人所造成的。在道德上。這些情緒也扮演著重要的角色，人會因為這些情緒而感到痛心和內疚，並願意承擔造成过失的責任，同時可能会產生补偿或是惩罚自我的慾望。
不是所有的社会情绪都是道德情绪，例如驕傲是一个社会情緒，其中涉及他人的钦佩感，但驕傲在道德中通常被視作一種有問題的情绪。

### 同理反應
艾森伯格等人將同理心定義為一種情感反應，其源於對他人情緒狀態或狀況的理解，並且瞭解他人的感受或期望 。內疚是一種具有強烈道德意蘊的社會情感，也與同理反應強烈相關，羞恥則是一種道德感較少的情緒，內疚與同理反應呈負相關。
感知控制也在調節社會情緒反應和同理反應上有重要的影響作用。 恥辱也能引起同理反應，当恥辱被视为不可控制時（即不可改變的）容易引起同理反應，當恥辱是可控制時（即某種可改變行为引起的，像是某些因個人行為失控導致的肥胖）則相反。